# Agostino Ferrante di Ruffano
Agostino Ferrante di Ruffano (* 10. April 1885 in Neapel; † 4. Dezember 1974) war ein italienischer Diplomat.

## Leben
Am 17. Februar 1906 wurde er zum Infanterie-Leutnant ernannt. Am 3. Dezember 1909 schloss er sein Studium der Rechtswissenschaft an der Universität Palermo ab.
1910 trat er dem auswärtigen Dienst bei und wurde an die Gesandtschaft an der Hohen Pforte abgeordnet. Es folgten Stationen an einer Reihe von italienischen Botschaften. Von 1911 bis 1912 war er Gesandtschaftssekretär dritter Klasse in Athen, als Vizekonsul 1913 bis 1914 in Antalya, von 1915 bis 1918 in Ribeirão Preto, Brasilien und 1918 in Málaga.
1919 war er Gesandtschaftssekretär bei der Pariser Friedenskonferenz 1919, beim Alliierten Hochkommissariat in Konstantinopel und unternahm eine dreitägige Fahrt mit einem Automobil von Antalya nach Burdur.
Es folgten Stationen als Generalkonsul (Exequatur): Von 1920 bis 1929 in Boston, von 1929 bis 1930 in Ottawa, von 1930 bis 1932 in Philadelphia, von
1932 bis 1935 in Sydney, von 1935 bis 1936 in Malta, von 1936 bis 1939 in Frankfurt am Main sowie von 1940 bis 1943 in Dresden.
Von 1943 bis April 1945 war er wegen seiner Weigerung, Mussolinis Regierung anzuerkennen, inhaftiert, zunächst von den Behörden des Deutschen Reichs und anschließend von italienischen Behörden.
Von April 1946 bis April 1947 war er Botschafter in Caracas mit Ko-Akkreditierung in Managua und Asunción.
1949 wurde er in den Ruhestand versetzt.

## Familie
Ferrante di Ruffano wurde als Sohn von Sohn von Maria Immacolata Paolina Nunziante und Stanislao Ferrante di Ruffano geboren. Am 21. August 1913 heiratete er in Cannes Virginia Cameron MacVeagh. Das Paar hatte fünf Kinder, Virginia, Gloria, Antonio, Giovanni und Roberto.

## Auszeichnungen
- Ritter Großkreuz, Orden der Krone von Italien
- Ritter, Souveräner Malteserorden
- Caballero Großkreuz Verdienstorden von Paraguay.[4]